# Eugenia pantagensis
Eugenia pantagensis är en myrtenväxtart som beskrevs av Otto Karl Berg. Eugenia pantagensis ingår i släktet Eugenia och familjen myrtenväxter. Inga underarter finns listade i Catalogue of Life.